# Stary Zagaj
Stary Zagaj este o arie protejată (sit de importanță comunitară — SCI) din Polonia întinsă pe o suprafață de 307,47 ha, integral pe uscat.

## Localizare
Centrul sitului Stary Zagaj este situat la coordonatele 52°49′07″N 19°18′44″E / 52.8187°N 19.3122°E.

## Înființare
Situl Stary Zagaj a fost declarat sit de importanță comunitară în octombrie 2009 pentru a proteja 2 specii de animale.

## Biodiversitate
Situată în ecoregiunea continentală, aria protejată conține 4 habitate naturale: Păduri de stejar și carpen Galio-Carpinetum, Păduri aluvionare cu Alnus glutinosa și Fraxinus excelsior (Alno-Padion, Alnion incanae, Salicion albae), Păduri mixte riverane de Quercus robur, Ulmus laevis și Ulmus minor, Fraxinus excelsior sau Fraxinus angustifolia, de-a lungul marilor râuri (Ulmenion minoris), Păduri stepice euro-siberiene cu Quercus spp..
La baza desemnării sitului se află mai multe specii protejate:
- mamifere (1): castor (Castor fiber)
- nevertebrate (1): Cucujus cinnaberinus